# Plombières-les-Bains
Plombières-les-Bains è un comune francese di 1 911 abitanti situato nel dipartimento dei Vosgi nella regione del Grand Est.

Diede i natali al pittore François-Louis Français (1814-1897).

## Storia
Nel 1858, a Plombières, s'incontrarono Camillo Benso, conte di Cavour, primo ministro del Regno di Sardegna, e Napoleone III, imperatore di Francia, che stipularono gli accordi dell'omonima cittadina, secondo i quali la Francia avrebbe aiutato il Regno di Sardegna nel processo di unificazione italiana in cambio della contea di Nizza e della Savoia.

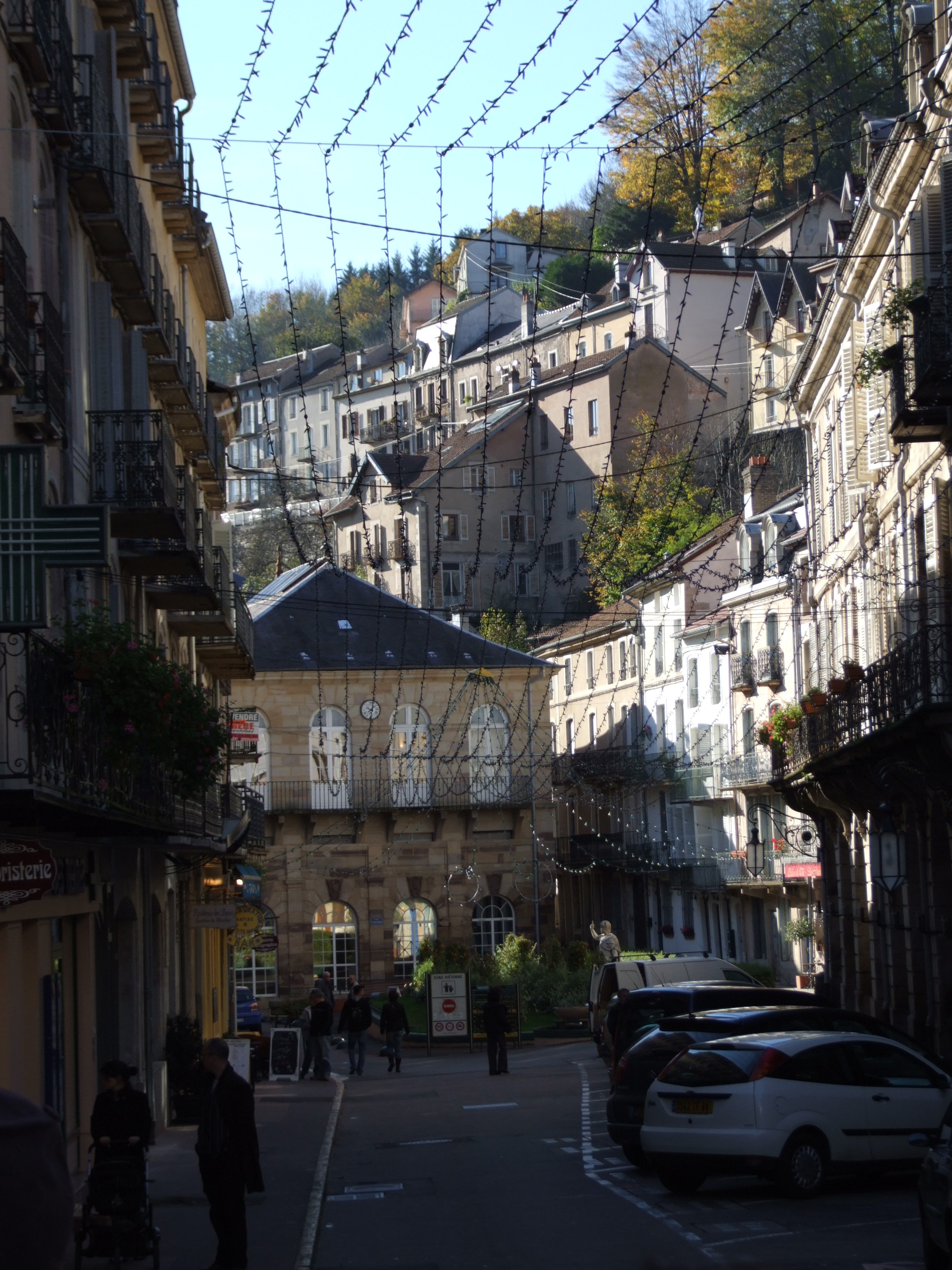
Strada di Plombières-les-Bains

## Società

### Evoluzione demografica
Abitanti censiti

## Amministrazione

### Gemellaggi
- Santena